# Digital Spy
Digital Spy — британский развлекательный новостной интернет-портал. По данным comScore, он является четвёртым крупнейшим британским развлекательным сайтом, ежедневная посещаемость которого в среднем составляет 2,1 миллионов уникальных посетителей. Рейтинг Alexa Internet равен 1,904.

## История
Сайт появился 17 января 1999 под названием digiNEWS, в 2001 году сайты группы digiNEWS объединились в Digital Spy Ltd.
9 апреля 2008 года было объявлено о покупке сайта британским отделением крупнейшего мирового журнального издательства Hachette Filipacchi.
В 2009 году появилась американская версия Digital Spy.
С 2000 года на сайте также появились форумы, которые охватывали не только развлекательные аспекты, но и политику, спорт, технологии и т. д. В июле 2007 газета The Times опубликовала заметку о массовой регистрации пользователей на форуме Digital Spy с целью выражения недовольства работой провайдера Virgin Media. На форуме зарегистрированы официальные представители многих британских компаний, таких как Top Up TV, Joost, Sky, Goodmans Digital, Amstrad CEO Sir Alan Sugar.
В 2007 году Digital Spy создал свою премию в области телеиндустрии Digital Spy Soap Awards, поощряющую достижения авторов телесериалов, актёров, сценаристов и т. п. Первая церемония вручения премии состоялась 21 марта 2008 года.
22 марта 2021 года Digital Spy объявил на своем сайте, что закроет свои форумы, не связанные с развлечениями, такие как "Политика" и "Общая дискуссия", и на той же неделе оставит в основном форумы, посвященные фильмам, развлечениям и телевидению, в попытке переориентировать свой сайт. До этого не было сделано никаких упоминаний, и это объявление расстроило многих подписчиков. 